# Werner Baßler
Werner Baßler (* 2. Oktober 1921 in Trippstadt; † 21. Oktober 1999) war ein deutscher Fußballspieler. Als Stürmer des 1. FC Kaiserslautern gewann er im Jahre 1951 die deutsche Fußballmeisterschaft.

## Laufbahn

### Gauliga, bis 1944
In der Schülerelf des 1. FC Kaiserslautern begann 1930 gemeinsam mit dem jungen Fritz Walter und Richard Schneider die fußballerische Laufbahn von Werner Baßler. Er war ein Multitalent, das Handball spielte, Leichtathletik betrieb und auch Radrennen fuhr. Bereits 1939/40 gehörte er zur ersten Mannschaft des FCK, die in dieser Saison Meister der Gauliga Südwest, Staffel Saarpfalz wurde. Als in den nächsten Jahren mit Ernst Liebrich (1923–2001), Werner Kohlmeyer (1924–1974) und Ottmar Walter (1924–2013) weitere herausragende Nachwuchsspieler aus der FCK-Jugend den Weg in die Seniorenmannschaft fanden, konnte 1941/42 nach dem Gewinn des Meistertitels in der Gauliga Westmark – 21 Tore von Werner Baßler – erstmals in die Endrunde um die deutsche Fußballmeisterschaft eingezogen werden. Am 10. Mai 1942 besiegte Kaiserslautern den SV Waldhof Mannheim mit 7:1 Toren – ein Tor Baßler – und bezog dann bei Schalke 04 – die Mannen um Ernst Kuzorra und Fritz Szepan holten sich den sechsten Meistertitel – eine deutliche 3:9-Niederlage. Mit diesen zwei Begegnungen eröffneten die „Roten Teufel“ vom Betzenberg den Reigen ihrer Endrundenspiele, die erst im letzten Jahr der Fußball-Oberliga, 1962/63, endete.
Werner Baßler wurde 1942 zur Marine einberufen und absolvierte als sogenannter Kriegsgastspieler in den zwei Runden 1942/43 und 1943/44 in der Gauliga Schleswig-Holstein Verbandsspiele für Holstein Kiel. Mit den „Störchen“ zog er 1944 durch den Meisterschaftsgewinn in seine zweite Endrunde um die deutsche Meisterschaft ein. Wiederum kam er aber nur zu zwei Einsätzen, da er auch mit Kiel nach dem 3:2-Sieg in Dessau – zwei Treffer durch „de Baas“ – im zweiten Spiel durch eine 2:4-Niederlage am 7. Mai 1944 bei Hertha BSC – mit dem späteren Neckarauer Fritz Balogh – aus dem Wettbewerb ausschied. In der Saison 1943/44 konnte Baßler als „Urlauber“ kurzzeitig wieder für den FCK spielen. Der in Marne (Holstein) internierte Baßler kam im Juli 1945 aus der Gefangenschaft wieder heim nach Kaiserslautern.

### Oberliga, bis 1960
Für den 1. FC Kaiserslautern begann am 13. Januar 1946 mit einem 10:0-Heimsieg über Phönix Ludwigshafen in einer sogenannten „Frühjahrsrunde“ die Fußball-Oberliga Südwest, Gruppe Nord 1945/46. Baßler, der torgefährliche Angreifer mit wuchtigem Schuss, traf dreimal ins Netz der Phönix-Elf. Am Rundenende landete die Mannschaft von Fritz Walter hinter Meister 1. FC Saarbrücken auf dem zweiten Rang und Werner Baßler hatte sich die Torschützenkrone mit 33 Treffern geholt. Speziell für ein einziges Spiel – dem vermeintlichen Endspiel um den Einzug in die Endrunde um die norddeutsche Meisterschaft gegen den Eckernförder SV – wurde Baßler wie auch Rudolf Jennewein im Juli 1946 nochmals in den Holstein-Kiel-Kader berufen; das Spiel endete 4:2 für Holstein – aber es zählte letztlich nicht, weil es von den Militärbehörden nicht genehmigt worden war. Bis zur Runde 1950/51 folgten noch vier weitere Meisterschaften in Serie für Baßler mit den Lauterern im Südwesten. In der Saison 1947/48 eroberte Kaiserslautern mit 151:18 Toren den Südwesttitel und Werner Baßler landete mit 28 Treffern auf dem vierten Rang der Torschützenliste, die von Vereinskamerad Ottmar Walter mit 51 Toren angeführt wurde. In der Endrunde zog die Walter-Elf nach klaren 5:1 Erfolgen gegen den TSV 1860 München – 2 Tore von Baßler – und TuS Neuendorf – ein Tor von Baßler – erstmals in das Finale um die deutsche Fußballmeisterschaft ein. Das Endspiel gewann der 1. FC Nürnberg in Köln mit 2:1 Toren. Zum Meisterschaftshattrick 1949 steuerte Werner Baßler die Rekordmarke von 54 Toren bei. Ottmar und Fritz Walter folgten mit 32 bzw. 30 Treffern auf den Plätzen. In der Endrunde scheiterte Lautern nach einer 1:4-Niederlage im Wiederholungsspiel an Borussia Dortmund. Baßler erzielte dabei in der 50. Minute den Ehrentreffer für die Pfälzer. In der Runde 1949/50 verteidigt Baßler mit 47 Treffern seine Torjägerkrone im Südwesten und feiert die vierte Meisterschaft in Serie. In der Endrunde scheiterte der Torjäger in der Zwischenrunde mit seiner Mannschaft nach einer 2:5-Niederlage am VfB Stuttgart, der am 25. Juni 1950 das Finale mit einem 2:1-Sieg gegen Kickers Offenbach für sich entscheiden konnte. 1951 wird Baßler in der Südwest-Oberliga mit 25 Treffern Zweiter hinter Ottmar Walter dem 28 Tore gelingen. In der Endrunde bewirken sechs Tore des stämmigen Torschützen den Einzug in das Finale am 30. Juni 1951 in Berlin gegen Preußen Münster. Beim 2:1-Erfolg im Endspiel kann sich der auf Halblinks spielende Baßler dann zwar nicht als Torschütze auszeichnen – zweimal Ottmar Walter –, das schmälert aber nicht seinen Anteil am Gewinn der ersten deutschen Meisterschaft mit dem 1. FC Kaiserslautern.
Im Jahre 1951 wurde er zusammen mit der Mannschaft des FCK mit dem Silbernen Lorbeerblatt ausgezeichnet.
In den sechs Spielrunden im Südwesten von 1945/46 bis 1950/51 erzielte Werner Baßler 199 Tore. Zur Runde 1951/52 nahm er ein Angebot des VfR Mannheim aus der Oberliga Süd an. Der 30-Jährige bestätigte mit seinen 22 Treffern im Süden in der Runde 1951/52 – er wurde damit Dritter in der Süd-Torschützenliste hinter Morlock und Preisendörfer – seine Torjägerqualitäten. Nach einem enttäuschenden zweiten Jahr – der VfR kämpfte um den Abstieg – kehrte er 1953 wieder nach Kaiserslautern zurück.
Als „Torschütze vom Dienst“ kehrte der knapp 32-Jährige zur Weltmeisterschaftsrunde 1953/54 auf den Betzenberg zurück, aber ab dem Nachholspieltag am 13. Dezember 1953 – Lautern siegte deutlich mit 8:2 Toren gegen den 1. FC Saarbrücken – musste er sich mit der Position des rechten Verteidigers anfreunden. Die Meisterschaft entschieden die Lauterer am letzten Spieltag, den 11. April 1954, mit einem 4:0-Heimsieg gegen den FK Pirmasens, der mit einem Punkt Vorsprung als Tabellenführer in die Pfalz gekommen war. Der Rückkehrer Baßler bestritt 27 Einsätze und erzielte dabei dreizehn Tore. Nochmals konnte er mit seinen Kameraden vom 1. FCK vier Meisterschaftsgewinne in Serie feiern: Kaiserslautern errang die Südwestmeisterschaften der Jahre 1954 bis 1957 und zog 1954 und 1955 auch zwei weitere Male in das Finale um die deutsche Fußballmeisterschaft ein. Mit Kaiserslautern trat Baßler von 1942 bis 1957 in 38 Endrundenspielen an und erzielte dabei 15 Tore. In der Oberliga Südwest brachte er es von 1945 bis 1957 auf 215 Spiele und schoss dabei 226 Tore. Das letzte Pflichtspiel für die „Roten Teufel“ bestritt der Routinier in der Endrunde 1957 am 9. Juni in Hannover, gegen den Titelverteidiger Borussia Dortmund, als Lautern vor 75.000 Zuschauern mit 2:3 Toren verlor und er sich mit dem 23-jährigen Borussen-Linksaußen Helmut Kapitulski auseinanderzusetzen hatte. Im Sommer 1957 beendete Werner Baßler seine Laufbahn beim 1. FC Kaiserslautern.

### Vom Betzenberg zum Erbsenberg, 1958 bis 1960
Nach dem Oberligaabstieg des Lokalrivalen VfR Kaiserslautern in der Runde 1957/58 übernahm Werner Baßler den VfR in der Saison 1958/59 in der 2. Liga Südwest als Spielertrainer und feierte die Meisterschaft vor dem Ludwigshafener SC und die Rückkehr in die Oberliga. 28 Tore steuerte er dazu bei, den ungeliebten Verteidigerposten bekleidete er dabei aber nicht. Am letzten Spieltag der Oberligasaison 1959/60, am 24. April 1960, verabschiedete sich der 39-jährige Baßler mit zwei Toren endgültig als Aktiver. Beim 1. FSV Mainz 05 zeichnete er sich beim 2:2-Unentschieden als Doppeltorschütze aus, konnte aber damit nicht den Abstieg des VfR Kaiserslautern – einen Punkt hinter Eintracht Trier – verhindern.
In 22 Spielen hatte er elf Tore erzielt und damit seine Gesamtmarke in den Oberligen auf 295 Spiele mit 263 Toren ausgebaut. Nach seinen eigenen Statistiken erzielte er aber bis zu 40 Oberligatore mehr – und Ottmar und Fritz Walter einige weniger – so dass er womöglich Torschützenkönig der deutschen Oberligageschichte ist.
Werner Baßler erzielte 1948/49 bei den 14:0, bzw. 16:1 Siegen gegen Eintracht Trier und SpVgg Weisenau jeweils sieben Treffer, was Rekord der Oberliga-Ära nach den acht Toren von Ottmar Walter beim 13:0-Sieg des 1. FC Kaiserslautern gegen die SpVgg Andernach ist. Allerdings hat Ottmar Walter nach Baßlers Statistik in dem Spiel keine acht Tore geschossen.

## Beruf
Beim Nähmaschinenhersteller Pfaff in Kaiserslautern war Baßler als Konstruktionsmechaniker angestellt und betrieb nach seiner Rückkehr aus Mannheim auch eine Lotto- und Totoannahmestelle. Nach eigenen Aufzeichnungen hat Baßler im Verlaufe seiner Karriere mindestens 1388 Tore erzielt.